# 危険源
危険源（きけんげん、英：hazard、hazard source、ハザード、ハザード ソース）とは、機械類のJIS規格では「危害を引き起こす潜在的根源」と定義している。電気系では、潜在危険（hazard）という状態における潜在危険の源を危険源(hazard source)としている。

## 定義
JIS規格では、以下のように定義されている。

### ハザード（JIS Z 8051：2004）
危害の潜在的な源
- 備考

ハザードという用語は，起こる可能性のある危害の発生源又は性質を定義するために用いることが一般的に認められている（例えば，感電，押しつぶし，切断，毒性によるもの，火災，おぼれなどのハザード）。

### 危険源（JIS B 9700：2013）
危害を引き起こす潜在的根源
- 脚注：危険源は、その発生原因（例えば，機械的危険源，電気的危険源）を明確にし、又は潜在的な危害（例えば、感電の危険源、切断の危険源、毒性による危険源、火災による危険源）の性質を明確にするために修飾されることがある。危険源は、次を想定している。
  - 機械の「意図する使用」の期間中、恒久的に存在するもの（例えば、危険な動きをする要素の運動、溶接工程中の電弧、不健康な姿勢、騒音放射、高温）又は
  - 予期せずに現れ得るもの（例えば、爆発、意図しない及び予期しない起動の結果としての押しつぶしの危険源、破損の結果としての放出、加速度又は減速度の結果としての落下）

### 潜在危険（JIS C 0508-4：2012）
危害を引き起こす潜在的根源
- 注記

この用語は，（火災又は爆発のように）短時間で生じる人への危害のほかに，（例えば，中毒性物質の放出による）長期にわたる健康への影響も含む。